# Лицано ин Белведере
Лица̀но ин Белведѐре (на италиански: Lizzano in Belvedere, на местен диалект Lizàn, Лицан) е малко градче и община в северна Италия, провинция Болоня, регион Емилия-Романя. Разположено е на 640 m надморска височина. Населението на общината е 2380 души (към 2010 г.).
Общината се намира на Апенините и е зимен планински курорт.